# Gorges de Manínska

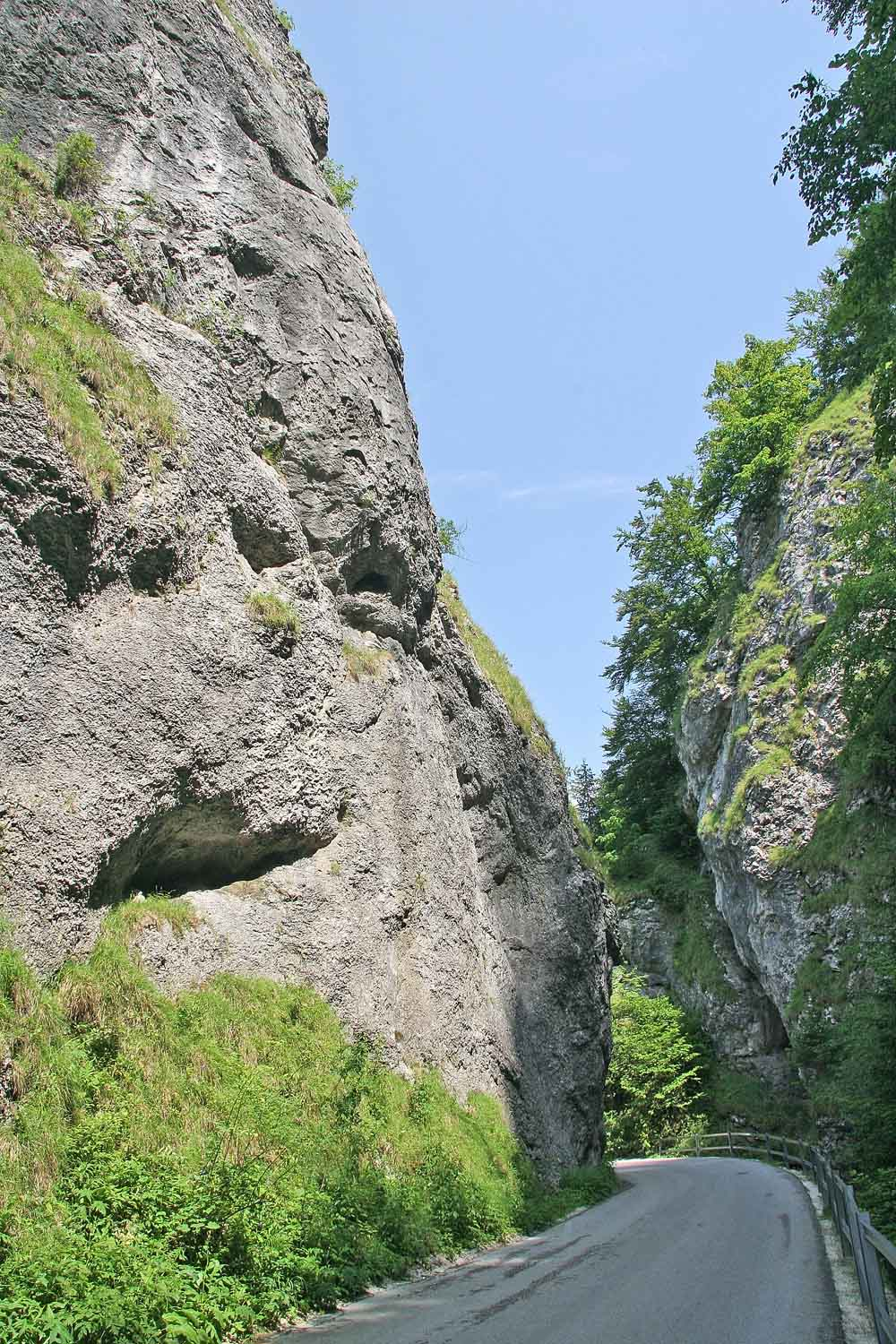

Les gorges de Manínska (en Slovaque : Manínska tiesňava) est une réserve naturelle nationale de Slovaquie.

## Description
Classées depuis 1967, les gorges se situent à 6 km de Považská Bystrica dans le massif de Strážovské vrchy. Un ruisseau passe dans une vallée bordée de parois s'élevant entre 20 m et 200 m d'altitude. 
La réserve possède des particularités géologiques formées par l'érosion ainsi qu'un karst souterrain composé de vingt-huit grottes, de crevasses et d'abimes. 
Une randonnée y a été aménagée avec des panneaux explicatifs sur l'histoire, la faune et la flore de la région. 